# Etofenamato
El etofenamato (C18H14F3NO4) es un antiinflamatorio no esteroideo (AINE) de consistencia líquido-viscosa y de color amarillo, derivado del ácido flufenámico. El etofenamato actúa como analgésico y antiinflamatorio impidiendo la formación de prostaglandinas (eicosanoides derivados de lípidos de membrana que se producen como respuesta a ciertas enfermedades o lesiones, produciendo inflamación y dolor) dentro del organismo inhibiendo la enzima ciclooxigenasa.
El etofenamato actúa inhibiendo la ciclooxigenasa, la lipooxigenasa, así como la formación de bradicinina, serotonina, hialuronidasa y complemento total. Inhibe también la liberación de histamina.

## Historia
El etofenamato se creó después de que al ácido flufenámico (que se administraba por vía oral) se le agregara una combinación de triglicéridos de cadena media, lo cual mejoró su perfil terapéutico, ofreciendo ventajas farmacológicas y de seguridad. Se utilizó inicialmente por vía intramuscular pero actualmente, el uso más habitual del etofenamato es mediante vía tópica.

## Propiedades Farmacológicas
Grupo farmacoterapéutico: Preparados con antiinflamatorios no esteroideos para uso tópico: Etofenamato.
Propiedades farmacodinámicas
El etofenamato es un antiinflamatorio no esteroideo con propiedades analgésicas que se utiliza para el tratamiento tópico de procesos dolorosos, tanto reumáticos como traumáticos y penetra fácilmente a través de la piel. Su efecto antiinflamatorio ha sido comprobado en estudios en animales y confirmado en numerosos estudios en humanos. El etofenamato actúa en diversas fases del proceso inflamatorio: inhibe la síntesis de prostaglandinas, la liberación de histamina, es antagonista de serotonina y bradiquinina y, además, inhibe la activación del complemento y la liberación de enzimas proteolíticos. Sus propiedades estabilizantes de la membrana limitan la liberación de enzimas proteolíticos. Como resultado, se inhiben procesos inflamatorios exudativos y proliferativos y sus síntomas, favoreciendo la recuperación de la movilidad y la función de las zonas afectadas.
Propiedades farmacocinéticas
Debido a sus propiedades físico-químicas, el etofenamato posee una alta capacidad de penetración cutánea independiente del pH o del medio acídico de la piel. El etofenamato se absorbe tras la administración tópica, y se distribuye preferentemente en las zonas inflamadas siendo su concentración en dichas áreas de 5 a 20 veces mayor que la hallada en áreas no inflamadas, observándose una concentración plásmatica máxima a las 2 horas de su administración. El grado de unión a proteínas plasmáticas es del 98-99%. El etofenamato se elimina en forma de numerosos metabolitos (grupos hidroxilo, éter y éster), el 35% por vía renal y principalmente por la bilis y heces. Su biodisponibilidad está sujeta a grandes fluctuaciones inter e intraindividuales como: el lugar de aplicación, la humedad de la piel y otros factores. Después de la administración cutánea, la biodisponibilidad relativa, es decir, la cantidad de dosis sistémica disponible es similar a la de etofenamato por otras vías (superior al 20%).

## Datos preclínicos sobre seguridad
Los estudios toxicológicos de etofenamato en aplicación tópica muestran un amplio margen de seguridad, confirmada por décadas de uso terapéutico del producto.
Toxicidad aguda
No ha sido posible determinar la DL50 para la aplicación tópica.
Toxicidad subcrónica
En un estudio preclínico, la administración en la misma zona de 2g/kg/día de etofenamato durante 8 semanas no mostró diferencias macroscópicas en los diferentes órganos ni en el peso ni en los parámetros sanguíneos de los animales comparado con el placebo. La única observación fue un cierto engrosamiento de la epidermis en el lugar de administración sin eritema ni edema.
Toxicidad fetal y teratogénesis
Los estudios realizados en animales no mostraron efecto teratógeno del etofenamato por vía tópica, ni variación en el número de crías o parámetros reproductivos.

## Indicaciones
Enfermedades agudas y crónicas de los tejidos blandos del aparato locomotor, como hombro doloroso, lumbago, ciática, tortícolis, tenosinovitis, bursitis, reumatismo muscular.
Terapia auxiliar en enfermedades reumáticas como artritis reumatoide, espondilitis anquilosante, osteoartrosis, espondiloartrosis, etcétera.
Traumatismos varios, incluyendo lesiones del deporte (contusiones, esguinces).

## Efectos secundarios
Enrojecimiento de la piel. En casos aislados, eritema, y en casos muy raros, reacciones cutáneas alérgicas (es decir: prurito intenso, rash, eritema, hinchazón, formación de vesículas).

## Contraindicaciones
Alergia al etofenamato.
Pacientes con reacciones alérgicas provocadas por ácido acetilsalicílico u otros AINE’s.
Manifestaciones y manejo de la sobredosificación o ingesta accidental.
Cefalea (dolor de cabeza), mareo o epigastralgia (dolor o patología de estómago). . En caso de ingerirse accidentalmente el producto, efectuar un lavado gástrico o provocar el vómito.

## Precauciones
- Siempre se debe respetar el horario pautado, ya sea si la administración es oral, inyectada o tópica.
- Evite el contacto con heridas, tejidos mucosos y ojos.
- El uso del etofenamato puede causar una sensibilidad al sol, por lo tanto hay que tener cuidado con el sol después de aplicar etofenamato por vía cutánea.
- No utilizar en menores de 12 años

## Información adicional
No se recomienda la administración durante el embarazo.
No se recomienda el uso en la lactancia.
No se administra sobre piel irritada, excoriada o eccematosa.
Evítese el contacto con las mucosas y con los ojos.
En octubre de 2020, la Administración de Drogas y Alimentos de los Estados Unidos (FDA) requirió que la etiqueta del medicamento se actualizara para todos los medicamentos antiinflamatorios no esteroides para describir el riesgo de problemas renales en los bebés por nacer que resultan en un nivel bajo de líquido amniótico. Recomiendan evitar los AINE en mujeres embarazadas a las 20 semanas o más tarde del embarazo.

## Nombre Químico
2-[[3-(Trifluorometil)fenill]amino]benzoato de 2-(2-hidroxietoxi)etilo

## Nombres Genéricos
•	Etofenamate (OS: USAN, BAN)
•	Étofénamate (OS: DCF)
•	Etofenamato (OS: DCIT)
•	B 577 (IS)
•	Bay d 1107 (IS: Bayer)
•	TV 485 (IS)
•	TVX 485 (IS)
•	WHR 5020 (IS: Rorer)
•	Etofenamat (PH: Ph. Eur. 7)
•	Etofenamate (PH: BP 2011, Ph. Eur. 7)
•	Etofénamate (PH: Ph. Eur. 7)
•	Etofenamatum (PH: Ph. Eur. 7)

## Nombres Comerciales (España)
•	Flogoprofen
Chiesi, España
•	Aspitopic
Bayer, España
•	Zenavan
Bial-Industrial Farmacéutica, España

## Nombres Comerciales
•	Activen
Meda, Hungría
•	Bayagel
Bayer Consumer, Argentina
•	Bayro
Bayer, México; Bayer, Colombia; Bayer, Ecuador; Bayer, Perú
•	Celanat
Chrispa, Grecia
•	Cogesan
Meider, Taiwán
•	Doline
Tripharma, Turquía
•	Eto
Siu Guan, Taiwán
•	Etobay
Bayer, República Dominicana; Bayer, Guatemala; Bayer, Honduras; Bayer, Nicaragua; Bayer, Panamá; Bayer Schering, Costa Rica; Bayer Schering, El Salvador
•	Etofen
Yu Sheng, Taiwán
•	Etofenol Medichrom
Medichrom, Grecia
•	Etoflam
Phoenix, Irlanda
•	Fenam
Lamda, Grecia
•	Flexium
Melisana, Bélgica
•	Flexo
Santa-Farma, Georgia; Santa-Farma, Turquía
•	Flogojet
ABL Pharma, Perú; Andromaco, Chile
•	Flogol
Lazar, Argentina
•	Gemadol
Meda, Italia
•	Glasel
Meda, Alemania
•	Herponil
Help, Grecia
•	Inalgex
Grünenthal, Portugal
•	Irifone
Pharmathen, Grecia
•	Kovotherm
Alapis Pharma, Grecia
•	Melferut
Rafarm, Grecia
•	Nisolon
Swiss Pharm, Taiwán
•	Painex
Toprak, Turquía
•	Radermin
Viofar, Grecia
•	Relex
Nang Kuang, Taiwán
•	Reumadol
Demo, Georgia
•	Reumina
Demo, Grecia
•	Reumon Gel
Bial, Portugal
•	Rheumon
Bayer, Polonia; Bayer Schering, China; Douglas, Nueva Zelanda; Drossapharm, Suiza; Goodwill, Hungría; Goodwill Pharma, Eslovaquia; Meda, Austria; Meda, Alemania; Meda, Luxemburgo; Meda, Serbia; Meda, Turquía; Tropon, Rumania
•	Rheumon Depot
Meda, Austria
•	Rheumon forte
Drossapharm, Suiza
•	Roiplon
Menarini, Grecia
•	San-Ton
Chin Teng, Taiwán
•	Sporton
Century, Taiwán
•	Teiria
U.C. Pharma, Taiwán
•	Thermo Rheumon
Meda, Turquía
•	Thermodoline
Abdi Ibrahim, Turquía
•	Thermoflex
Santa-Farma, Georgia; Santa-Farma, Turquía
•	Thermo-Rheumon (Etofenamate and Nicotinic Acid)
Bayer, Polonia; Meda, Austria; Meda, Luxemburgo
•	Thermo-Roiplon (Etofenamate and Nicotinic Acid)
Menarini, Grecia
•	Thermove
Dr. F. Frik, Turquía
•	Ticatrop
Meda, Alemania
•	Traumalix Dolo
Drossapharm, Suiza
•	Traumalix
Drossapharm, Suiza
•	Traumon
Aktive, Taiwán; Bayer, Polonia; Meda, Austria; Meda, Alemania; Meda, Luxemburgo; Meda, Malta
•	Valorel
Royal Pharma, Chile
•	Vellodyring
Remedina, Grecia